# Cát Thắng
Cát Thắng là một xã thuộc huyện Phù Cát, tỉnh Bình Định, Việt Nam.
Xã Cát Thắng có diện tích 8,68 km², dân số năm 1999 là 8.612 người, mật độ dân số đạt 992 người/km².

## Hành chính
Xã Cát Thắng được chia thành 5 thôn: Hưng Trị, Long Hậu, Mỹ Bình, Phú Giáo, Vĩnh Phú.